# Macrotylus essigi
Macrotylus essigi är en insektsart som beskrevs av Van Duzee 1916. Macrotylus essigi ingår i släktet Macrotylus och familjen ängsskinnbaggar. Inga underarter finns listade i Catalogue of Life.